# Manjala
Manjala es un género de arañas araneomorfas de la familia Amaurobiidae. Se encuentra en Australia.

## Especies
Según The World Spider Catalog 12.0:
- Manjala pallida Davies, 1990
- Manjala plana Davies, 1990
- Manjala spinosa Davies, 1990